# Малокаменський канал
Малокаменський канал (словац. Malokamenský kanál) — меліоративний канал; притока Горноберецького каналу, протікає в окрузі Требишів.
Довжина приблизно 5,3-5,5 км. Витік знаходиться в масиві Східнословацька низовина — на висоті приблизно 96 метрів.
Протікає територією сіл Стреда-над-Бодроґом і  Мали Каменец. Впадає в Горноберецький канал на висоті 95 метрів.